# Найсильніша людина Південної Африки
Найсильніша людина Південної Африки (анґл. South Africa's Strongest Man) - щорічне змагання серед ломусів, у якому беруть участь виключно спортсмени з Південної Африки. Ґерріт Баденгорст вигравав змагання вісім разів, Етьєн Сміт - шість.

## Таблиця виступів
| Рік  | Переможець              | 2-е місце               | 3-е місце               |                         |
| ---- | ----------------------- | ----------------------- | ----------------------- | ----------------------- |
| 1989 | Ґерріт Баденгорст       | Вейн Прайс              |                         |                         |
| 1990 | Ґерріт Баденгорст       | Вейн Прайс              |                         |                         |
| 1991 | Вейн Прайс              | Ґерріт Баденгорст       |                         |                         |
| 1992 | Ґерріт Баденгорст       | Вейн Прайс              |                         |                         |
| 1993 | Ґерріт Баденгорст       | Вейн Прайс              |                         |                         |
| 1994 | Ґерріт Баденгорст       | Антон Бучер             | Вейн Прайс              |                         |
| 1995 | Ґерріт Баденгорст       | Вейн Прайс              | Антон Бучер             |                         |
| 1996 | Змагання не проводилося | Змагання не проводилося | Змагання не проводилося | Змагання не проводилося |
| 1997 | ПАР                     | Ґерріт Баденгорст       | Пітер де Брейн          |                         |
| 1998 | Ґерріт Баденгорст       | Пітер де Брейн          |                         |                         |
| 1999 | Event not held          | Event not held          | Event not held          | Event not held          |
| 2000 | Event not held          | Event not held          | Event not held          | Event not held          |
| 2001 | Ґерріт Баденгорст       |                         | Етьєн Сміт              |                         |
| 2002 | Йоган Ber Геерден       |                         |                         |                         |
| 2003 | Девід Кукс              | Етьєн Сміт              | Ґергард Бота            |                         |
| 2004 | Етьєн Сміт              | Девід Кукс              | Арно Ламбрехтс          |                         |
| 2005 | Етьєн Сміт              | Девід Кукс              | Арно Ламбрехтс          |                         |
| 2006 | Етьєн Сміт              |                         |                         |                         |
| 2007 | Етьєн Сміт              |                         |                         |                         |
| 2008 | Етьєн Сміт              |                         |                         |                         |
| 2009 | Етьєн Сміт              |                         |                         |                         |
| 2010 | Френкі Шоун             |                         |                         |                         |
| 2011 | Ґергард Ван Стаден      |                         |                         |                         |
| 2012 | Трістан О'Браян         |                         |                         |                         |